# Placa antártica

En este mapa de las placas tectónicas la placa antártica aparece abajo con color azul.

La placa antártica es una placa tectónica que cubre la Antártida y que se extiende hacia fuera, debajo de los océanos circundantes, abarcando casi 17 millones de kilómetros cuadrados. 
Limita con las placas:
- la placa de Nazca
- la placa sudamericana
- la placa africana
- la placa australiana
- la placa de Scotia
- la placa del Pacífico que forma el canto Pacífico-Antártico a partir de su límite divergente. Maleta

- Datos: Q501705
- Multimedia: Antarctic tectonic plate / Q501705